# 吳建勛
吳建勛，字勖齋，福建金門人，清代軍事人物。
祖籍福建永定，生於金門後浦，嘉慶二十三年（1818年）隨軍移防台灣，後因戰功升為金門千總，又升福建水師守備，率部搗毀海盜巢穴，以功升游擊，後率部在龍溪縣捕獲數名海盜頭目，升為參將，此後先後出任海壇鎮總兵、金門鎮總兵、定海鎮總兵，道光二十一年（1841年）升任廣東水師提督，道光二十三年（1843年）降為副將，遣戍軍台，後遇大赦返回，在金門家中去世。